# Recsani (Zajasz)
Recsani (macedónul: Речани, albánul Reçani) település Észak-Macedóniában, a Délnyugati körzet Kicsevói járásában, 2013-ig a Zajaszi járás része volt, ami teljes egészében beolvadt a Kicsevói járásba.

## Népesség
| Lakosok száma | 75   | 78   | 88   | 97   | 102  |      | 87   | 101  | 48   |
|               | 1948 | 1953 | 1961 | 1971 | 1981 | 1991 | 1994 | 2002 | 2021 |

2002-ben 101 lakosa volt, akik közül 100 albán és 1 egyéb.